# Carl Krecke
Carl Wilhelm Christian Krecke, modernisiert Karl Krecke, (* 7. März 1885 in Salzuflen; † 12. September 1938 in Berlin) war ein deutscher Unternehmer und nationalsozialistischer Wirtschaftsfunktionär. Er leitete die 1934 gegründete Reichsgruppe Energiewirtschaft und gehörte zu den führenden Persönlichkeiten der deutschen Industrie.

## Leben
Krecke wurde als Sohn des Carl Christian Louis Ludolf Krecke und dessen Ehefrau Emilie geb. Hammacher geboren.
Er war zehn Jahre Betriebsdirektor der AEG-Fabrik in Hennigsdorf und wechselte dann nach Berlin, wo er ab 1934 u. a. die Reichsgruppe Energiewirtschaft leitete und Vorstandsmitglied der Berliner Kraft- und Licht-Aktiengesellschaft (BEWAG) war. Daneben gehörte er u. a. zur Aufsicht der Reichs-Kredit-Gesellschaft und wurde 1933 Mitglied des Verwaltungsrats der Deutschen Reichsbahn-Gesellschaft. 1936 leitete er die Delegation des Deutschen Reichs auf der Weltkraftkonferenz in Washington.
In seinem Geburtsort ließ er sich 1936 auf einer Wiese oberhalb des Kurparks eine Villa Auf der Breden 18 errichten.
Krecke verstarb mit 53 Jahren am 12. September 1938 gegen 10:30 Uhr in seiner Wohnung in Charlottenburg. Als Todesursache wird „Brustschlagadererweiterung, Herzmuskelentartung, Herzmuskelschwäche“ angegeben. Er wurde später dem Gemeinschaftsgrab mit seiner Ehefrau Charlotte Emmy Margarete geb. Gottschalk auf dem Waldfriedhof Obernberg in Bad Salzuflen beigesetzt.

## Schriften (Auswahl)
- Die Energiewirtschaft im nationalsozialistischen Staat, 1937.
- (mit anderen Autoren): Energiewirtschaftsfragen. Deutsche Gedanken zur amerikanischen Entwicklung, 1937.
- (Hrsg.): Die Energiewirtschaft der Welt. Berlin 1937.

## Nachlass
Sein Nachlass wird heute im Archiv im Stadtarchiv Bad Salzuflen verwaltet.

## Ehrungen
Nach seinem frühen Tod im Alter von 53 Jahren wurde 1938 in Hennigsdorf, in unmittelbarer Nähe des Haupteingangs von AEG, ein Platz nach ihm benannt.